# La Chapelle-Saint-Laud
La Chapelle-Saint-Laud település Franciaországban, Maine-et-Loire megyében. Lakosainak száma 820 fő (2022. január 1.). La Chapelle-Saint-Laud Durtal, Marcé, Seiches-sur-le-Loir és Huillé-Lézigné községekkel határos.

## Népesség
A település népességének változása:
| Lakosok száma | 370  | 353  | 404  | 583  | 722  | 736  | 762  | 763  | 782  | 820  |
|               | 1968 | 1982 | 1990 | 2006 | 2013 | 2015 | 2017 | 2019 | 2020 | 2022 |